# Hollenfels
Hollenfels (en luxemburguès: Huelmes; en alemany: Hollenfels) és una vila de la comuna de Tuntange  situada al districte de Luxemburg del cantó de Mersch. Està a uns 12,6 km de distància de la ciutat de Luxemburg.